# Javier Bardem
Javier Ángel Encinas Bardem (n. 1 martie 1969, Las Palmas, Spania) este un actor spaniol de succes. De-a lungul carierei a câștigat mai multe premii, printre care Globul de aur, premiul BAFTA, precum și premiul Oscar pentru cel mai bun actor în rol secundar pentru rolul Anton Chigurh din filmul No Country for Old Men (Nu există țară pentru bătrâni).

## Filmografie
|      | An                                               | Film               | Rol | Note                                                 |
| ---- | ------------------------------------------------ | ------------------ | --- | ---------------------------------------------------- |
| 1990 | Las edades de Lulú                               | Jimmy              | |                                                      |
| 1991 | gek                                              | Regidor T.V.       | |                                                      |
| 1992 | Jamón, jamón                                     | Raúl               | CEC Award for Best Actor Sant Jordi Award for Best Spanish Actor Nominalizare—Fotogramas de Plata Award for Best Movie Actor Nominalizare—Goya Award for Best Actor |                                                      |
| 1993 | Huevos de oro                                    | Benito González    | Fotogramas de Plata Award for Best Movie Actor Nominalizare—Goya Award for Best Actor |                                                      |
| 1993 | El Amante Bilingüe                               | Shoeshiner         | |                                                      |
| 1994 | Running Out of Time (Días contados)              | Lisardo            | San Sebastián International Film Festival Award for Best Actor (also for El detective y la muerte) Goya Award for Best Supporting Actor Nominalizare—Fotogramas de Plata Award for Best Movie Actor (also for El detective y la muerte) |                                                      |
| 1994 | El detective y la muerte                         | Detective Cornelio | San Sebastián International Film Festival Award for Best Actor (also for Running Out of Time (Días contados)) Nominalizare—Fotogramas de Plata Award for Best Movie Actor (also for Running out of Time (Días contados)) |                                                      |
| 1995 | Boca a boca                                      | Victor Ventura     | CEC Award for Best Actor Fotogramas de Plata Award for Best Movie Actor Goya Award for Best Actor Ondas Award for Best Actor Premio ACE Award for Best Actor |                                                      |
| 1996 | Éxtasis                                          | Rober              | Nominalizare—Fotogramas de Plata Award for Best Movie Actor |                                                      |
| 1997 | Love Can Seriously Damage Your Health            | Camillero          | |                                                      |
| 1997 | Airbag                                           | José Alberto       | |                                                      |
| 1997 | Carne trémula                                    | David              | Fotogramas de Plata Award for Best Movie Actor (also for Perdita Durango) Nominalizare—European Film Award for Best Actor Nominalizare—Goya Award for Best Actor |                                                      |
| 1997 | Perdita Durango                                  | Romeo Dolorosa     | Fotogramas de Plata Award for Best Movie Actor (also for Carne trémula) |                                                      |
| 1998 | Torrente,el brazo tonto de la ley                | Cameo              | |                                                      |
| 1999 | Entre las piernas                                | Javier             | |                                                      |
| 1999 | Second Skin                                      | Diego              | Fotogramas de Plata Award for Best Movie Actor |                                                      |
| 1999 | Washington Wolves (Los Lobos de Washington)      | Alberto            | Ondas Award for Best Actor |                                                      |
| 2000 | Before Night Falls                               | Reinaldo Arenas    | Boston Society of Film Critics Award for Best Actor (2nd place) Independent Spirit Award for Best Male Lead Los Angeles Film Critics Association Award for Best Actor (2nd place) National Board of Review Award for Best Actor National Society of Film Critics Award for Best Actor New York Film Critics Circle Award for Best Actor (3rd place) Premio ACE Award for Best Actor Southeastern Film Critics Association Award for Best Actor Volpi Cup for Best Actor Nominalizare—Academy Award for Best Actor Nominalizare—Chicago Film Critics Association Award for Best Actor Nominalizare—Chlotrudis Award for Best Actor Nominalizare—Golden Globe Award for Best Actor – Motion Picture Drama Nominalizare—Phoenix Film Critics Society Award for Best Actor |                                                      |
| 2001 | Don't Tempt Me                                   | Tony Graco         | Uncredited |                                                      |
| 2002 | The Dancer Upstairs                              | Agustín Rejas      | Nominalizare—Chlotrudis Award for Best Actor |                                                      |
| 2002 | Mondays in the Sun                               | Santa              | CEC Award for Best Actor Fotogramas de Plata Award for Best Movie Actor Golden Kikito Award for Best Actor Goya Award for Best Actor Premio ACE Award for Best Actor Nominalizare—European Film Award for Best Actor |                                                      |
| 2004 | Collateral                                       | Felix              | |                                                      |
| 2004 | The Sea Inside (Mar adentro)                     | Ramón Sampedro     | CEC Award for Best Actor European Film Award for Best Actor Fotogramas de Plata Award for Best Movie Actor Golden Kinnaree Award for Best Actor Goya Award for Best Actor Sant Jordi Award for Best Spanish Actor Volpi Cup for Best Actor Nominalizare—Broadcast Film Critics Association Award for Best Actor Nominalizare—Golden Globe Award for Best Actor – Motion Picture Drama Nominalizare—Premio ACE Award for Best Actor Nominalizare—Satellite Award for Best Actor – Motion Picture Drama |                                                      |
| 2006 | Goya's Ghosts                                    | Brother Lorenzo    | |                                                      |
| 2007 | Love in the Time of Cholera                      | Florentino Ariza   | |                                                      |
| 2007 | No Country for Old Men                           | Anton Chigurh      | Academy Award for Best Supporting Actor Austin Film Critics Association Award for Best Supporting Actor BAFTA Award for Best Actor in a Supporting Role Boston Society of Film Critics Award for Best Supporting Actor Broadcast Film Critics Association Award for Best Supporting Actor Central Ohio Film Critics Association Award for Best Supporting Actor Chicago Film Critics Association Award for Best Supporting Actor Dallas–Fort Worth Film Critics Association Award for Best Supporting Actor Florida Film Critics Circle Award for Best Supporting Actor Golden Globe Award for Best Supporting Actor – Motion Picture Kansas City Film Critics Circle Award for Best Supporting Actor Las Vegas Film Critics Society Award for Best Supporting Actor National Board of Review Award for Best Cast National Society of Film Critics Award for Best Supporting Actor (2nd place) New York Film Critics Circle Award for Best Supporting Actor Online Film Critics Society Award for Best Supporting Actor Phoenix Film Critics Society Award for Best Supporting Actor Santa Barbara International Film Festival – Montecito Award Saturn Award for Best Supporting Actor Screen Actors Guild Award for Outstanding Performance by a Male Actor in a Supporting Role Screen Actors Guild Award for Outstanding Performance by a Cast in a Motion Picture Southeastern Film Critics Association Award for Best Supporting Actor Toronto Film Critics Association Award for Best Supporting Actor Vancouver Film Critics Circle Award for Best Supporting Actor Washington D.C. Area Film Critics Association Award for Best Supporting Actor Washington D.C. Area Film Critics Association Award for Best Cast Nominalizare—Broadcast Film Critics Association Award for Best Cast Nominalizare—Chlotrudis Award for Best Supporting Actor Nominalizare—MTV Movie Award for Best Villain Nominalizare—Satellite Award for Best Supporting Actor - Motion Picture |                                                      |
| 2008 | Vicky Cristina Barcelona                         | Juan Antonio       | Gotham Award for Best Ensemble Cast (tied with Synecdoche, New York) Nominalizare—ALMA Award for Best Actor in a Film Nominalizare—Gaudí Award for Best Performance by an Actor in a Leading Role Nominalizare—Golden Globe Award for Best Actor – Motion Picture Musical or Comedy Nominalizare—Independent Spirit Award for Best Male Lead |                                                      |
| 2010 | Biutiful                                         | Uxbal              | Cannes Film Festival Award for Best Actor CEC Award for Best Actor Fotogramas de Plata Award for Best Movie Actor Goya Award for Best Actor Palm Springs International Film Festival – International Star Award Premio ACE Award for Best Actor Nominalizare—Academy Award for Best Actor Nominalizare—Ariel Award for Best Actor Nominalizare—BAFTA Award for Best Actor in a Leading Role Nominalizare—Chlotrudis Award for Best Actor Nominalizare—Rembrandt Award for Best International Actor Nominalizare—Satellite Award for Best Actor – Motion Picture Drama |                                                      |
| 2010 | Eat Pray Love                                    | Felipe             | |                                                      |
| 2012 | Sons of the Clouds: The Last Colony              | Himself            | |                                                      |
| 2012 | Skyfall                                          | Raoul Silva        | MTV Movie Award for Best Latino Actor Satellite Award for Best Supporting Actor – Motion Picture Nominalizare—BAFTA Award for Best Actor in a Supporting Role Nominalizare—Broadcast Film Critics Association Award for Best Supporting Actor Nominalizare—London Film Critics Circle Award for Supporting Actor of the Year Nominalizare—MTV Movie Award for Best Villain Nominalizare—MTV Movie Award for Best WTF Moment Nominalizare—Phoenix Film Critics Society Award for Best Supporting Actor Nominalizare—Saturn Award for Best Supporting Actor Nominalizare—Screen Actors Guild Award for Outstanding Performance by a Male Actor in a Supporting Role Nominalizare—Teen Choice Award for Best Villain Nominalizare—Toronto Film Critics Association Award for Best Supporting Actor Nominalizare—Washington D.C. Area Film Critics Association Award for Best Supporting Actor |                                                      |
| 2012 | To the Wonder                                    | Father Quintana    | |                                                      |
| 2013 | The Counselor                                    | Reiner             | |                                                      |
| 2013 | Alacrán enamorado                                | Solís              | |                                                      |
| 2014 | The Gunman                                       | Felix              | Pierre Morel |                                                      |
| 2016 | The Last Face                                    | Miguel León        | Sean Penn |                                                      |
| 2017 | Pirates of the Caribbean: Dead Men Tell No Tales | Armando Salazar    | Joachim Rønning & Espen Sandberg | Nominated—Teen Choice Award for Choice Movie Villain |
| 2017 | Mother!                                          | Him                | Darren Aronofsky |                                                      |
| 2017 | Loving Pablo                                     | Pablo Escobar      | Fernando León de Aranoa | [ 10 ]                                               |
| 2018 | Todos lo saben                                   | Julio              | Asghar Farhadi | Filming                                              |